# Bikich Gábor
Bikich Gábor (vagy Bakách) (Budapest, 1923. április 6.– 2002.) magyar színész, rendező, költő, szerkesztő. 

## Életpályája
A budapesti Pázmány Péter Tudományegyetem bölcsészkarán végzett, színész-rendezői képesítést szerzett (Bárdos Artúr tanítványa volt). 1945-től  1948-ig a Belvárosi Színház rendezője és lektora volt. 1948-ban párizsi ösztöndíja leteltével nem tért vissza.
1951. október 5-étől 1982. augusztus 31-ig Münchenben a Szabad Európa Rádió munkatársaként dolgozott. Ebben az időszakban Beteg János álnéven számos költői, irodalmi műsort szerkesztett és rendezett. A műsorokban versmondóként is szereplő Bikich Gábort kollégái az egyik legjobbnak tartották a műfajban. 1956. október 30-a után, az egypártrendszer megszűnésének bejelentésével Bikich is támogatta és aláírta a kezdeményezést, hogy a Szabad Magyarország Hangja a továbbiakban legyen a forradalom szócsöve. A SZER nem kívánt addigi szerepén módosítani.
1951 és 1982 között a Szabad Európa Rádiónál Beteg János álnéven rendezőként dolgozott. 1957-től Münchenben a Látóhatár című lap szerkesztője volt. Részt vett az Új Látóhatár című lap  megteremtésében. 1958 nyarától 1960 végéig az Új Látóhatár főmunkatársa, 1961-től 1963 októberéig pedig szerkesztőinek egyike  volt (ekkor Bakách Gábor néven). Bikich Gábornak -  a visszaemlékezések szerint  - leginkább a szépirodalmi arculat kialakításában volt szerepe: költőként és  szerkesztőként egyaránt jelentős irodalmi tevékenységet fejtett ki. 1963-ban kilépett a szerkesztőségből, míg a többi tag a lap megszűnéséig aktív résztvevő maradt.
Miután  1982 őszén abbahagyta rádiós munkáját, Olaszországba, Róma közelébe költözött. 2002-ben egy magyarországi látogatása során hunyt el.